# Mount Copeland
Mount Copeland är ett berg i Kanada.   Det ligger i provinsen British Columbia, i den centrala delen av landet, 3 200 km väster om huvudstaden Ottawa. Toppen på Mount Copeland är 2 226 meter över havet.
Terrängen runt Mount Copeland är huvudsakligen bergig, men den allra närmaste omgivningen är kuperad. Trakten runt Mount Copeland är nära nog obefolkad, med mindre än två invånare per kvadratkilometer.. Det finns inga samhällen i närheten.
I omgivningarna runt Mount Copeland växer i huvudsak barrskog.